# SMS Hamburg
«Гамбург» (нім. SMS Hamburg) — військовий корабель, легкий крейсер типу «Бремен» Імперського флоту Німеччини. Перший корабель, названий на честь міста Гамбург. Брав участь у боях Першої світової війни.
«Гамбург» був закладений 1902 року на верфі німецької компанії AG Vulcan Stettin у Штеттіні. 25 липня 1903 року він був спущений на воду, а 8 березня 1904 року увійшов до складу Імперського флоту Німеччини.
«Гамбург» був другим у своєму класі з семи легких крейсерів класу «Бремен», побудованих для німецького Імперського флоту на початку 1900-х років. Він та його аналогічні кораблі були замовлені відповідно до Морського закону 1898 року, який вимагав будівництва нових крейсерів для заміни застарілих кораблів флоту. Конструкція класу «Бремен» була запозичена з попереднього класу «Газель», з використанням більшого корпусу, що дозволило встановлювати додаткові котли, збільшивши в такий спосіб швидкість корабля. Названий на честь міста Гамбург, корабель був озброєний головною батареєю з десяти 10,5-см гармат і мав максимальну швидкість 22 вузли (41 км/год).
«Гамбург» служив у складі розвідувальних сил головного флоту протягом більшої частини своєї ранньої кар'єри, і в цей період він часто супроводжував «Гогенцоллерн», яхту кайзера Вільгельма II. Під час Першої світової війни він був заступником флагмана флотилії підводних човнів і часто плавав з Флотом відкритого моря під час патрулювання в Північному морі. Крейсер брав участь у Ютландській битві з 31 травня по 1 червня 1916 року, де вночі дістав пошкоджень у зіткненнях з британськими легкими силами в ході відступу німецького флоту. Застарілий для того часу, «Гамбург» був перетворений на стаціонарний штабний корабель, а також використовувався як плавуча казарма до кінця війни.
Після поразки Німеччини в Першій світовій війні «Гамбург» залишився у складі німецького флоту та був серед кораблів, дозволених Рейхсмаріне Версальським договором. Він був серед перших кораблів, які були знову введені до ладу в 1920 році, а в 1921 році, під час супроводу мінних тральщиків, вступив у бій з радянською береговою артилерією. Його екіпаж допоміг у придушенні заворушень у Гамбурзі в жовтні 1923 року. Перетворений на навчальний корабель у 1926 році, він вирушив у навколосвітнє плавання, після чого був виведений з експлуатації та перетворений на плавучу казарму. В такій ролі він перебував у Кілі до початку 1944 року, коли нацистські Крігсмаріне передислокували його до Гамбургу для розбирання; британські бомбардувальники потопили корабель у квітні, перш ніж його встигли розібрати. Уламки були підняті після війни в 1949 році та остаточно утилізовані до 1956 року.